# Liste der denkmalgeschützten Objekte in Gallzein
Die Liste der denkmalgeschützten Objekte in Gallzein enthält die 5 denkmalgeschützten, unbeweglichen Objekte der Tiroler Gemeinde Gallzein.

## Denkmäler
| Foto |                 | Denkmal                                                                       | Standort                                      | Beschreibung | Metadaten |
| ---- | --------------- | ----------------------------------------------------------------------------- | --------------------------------------------- | --- | --- |
| ja   | Datei hochladen | Volksschule mit Wandmalerei HERIS-ID: 86713 Objekt-ID: 101034 TKK: 15595      | Gallzein 58 Standort KG: Gallzein             | Das Schulgebäude ist an der Giebelseite mit einem dreiteiligen Sgraffito von Max Weiler von 1949 geschmückt, das einen Hahn, das Wappen von Gallzein und einen Lehrer mit seinen Schülern darstellt. | BDA-Hist.: Q37716729 Status: § 2a Stand der BDA-Liste: 2025-06-30 Name: Volksschule mit Wandmalerei GstNr.: .69/2                              |
| ja   | Datei hochladen | Kobaldkapelle/Kopitkapelle HERIS-ID: 58944 Objekt-ID: 69845 TKK: 15617        | Standort KG: Gallzein                         | Die einjochige gemauerte Kapelle mit dreiseitigem Chorschluss und offenem Dachreiter am steilen Satteldach geht ins 17. Jahrhundert zurück. Das Rundbogenportal an der Nordwestseite wird von spätklassizistischer Architekturmalerei gerahmt und von einem Pelikan bekrönt. Der gewölbte Innenraum ist durch Gesimse gegliedert. Bei einer Restaurierung wurden 1999 frühbarocke und spätklassizistische Fresken freigelegt. | BDA-Hist.: Q38085440 Status: § 2a Stand der BDA-Liste: 2025-06-30 Name: Kobaldkapelle/Kopitkapelle GstNr.: 1289                                |
| ja   | Datei hochladen | Viehholzkapelle HERIS-ID: 86813 Objekt-ID: 101148 TKK: 14797                  | Standort KG: Gallzein                         | Die einjochige, in Kantblockbauweise gezimmerte Wegkapelle mit geradem Chorschluss und Satteldach wurde 2012 anstelle eines nach 1855 errichteten Vorgängerbaus erbaut. | BDA-Hist.: Q37717090 Status: § 2a Stand der BDA-Liste: 2025-06-30 Name: Viehholzkapelle GstNr.: 479                                            |
| ja   | Datei hochladen | Fasserkapelle/Marienkapelle HERIS-ID: 13567 Objekt-ID: 9774 TKK: 15611        | südwestlich Gallzein 65 Standort KG: Gallzein | Die einjochige gemauerte Kapelle mit geradem Chorschluss und schindelgedecktem Satteldach mit Dachreiter wurde 1842 erbaut. Sie ist giebelseitig über ein Segmentbogenportal erschlossen, an der Eingangsfassade befinden sich gemalte Eckpilaster und im Giebelfeld eine großflächige Malerei, die vermutlich Christus in der Wüste zeigt. Im Inneren befindet sich eine Kartusche mit Bauinschrift von 1842 über dem Portal und Deckenfresko mit einer Kreuzerhöhungsdarstellung am bemalten Tonnengewölbe aus der Entstehungszeit. | BDA-Hist.: Q38181155 Status: Bescheid Stand der BDA-Liste: 2025-06-30 Name: Fasserkapelle/Marienkapelle GstNr.: .99/2                          |
| BW   | Datei hochladen | Prähistorischer Tagebau und Pingenfeld am Blutskopf HERIS-ID: 205527seit 2021 | Standort KG: Gallzein                         | Am Plateau des Blutskopfs wurden Spuren eines spätbronzezeitlichen Bergbaus mit anschließender Aufbereitung von Fahlerz gefunden. Die Pingenfelder wurden mit Radiokarbonuntersuchungen auf das 9. Jahrhundert v. Chr. datiert. Neben den Pingen wurden ein Schlägel und Schlägelbruchstücke, Tierknochen mit Abnützungsspuren und Keramikfragmente geborgen. Anmerkung: Koordinate ungefähr am Blutskopf | BDA-Hist.: Q107715926 Status: Bescheid Stand der BDA-Liste: 2025-06-30 Name: Prähistorischer Tagebau und Pingenfeld am Blutskopf GstNr.: 977/1 |